# Britt Ekland
Britt Ekland (* 6. října 1942 Stockholm) je švédská herečka po většinu svého života žijící v Anglii. Známou se stala díky roli Bond girl Mary Goodnightové v bondovce Muž se zlatou zbraní (1974), stejně tak i pro manželství s hercem Peterem Sellersem a také kvůli intenzivnímu společenskému životu.

## Osobní a profesní život
Narodila se do rodiny stockholmského maloobchodníka. Má tři mladší bratry. Studovala školu dramatu a k herecké kariéře jí pomohl atraktivní vzhled. Ve filmu se poprvé objevila v roce 1962, kdy hrála ve snímku Krátké tělo. Pak následovalo několik dalších postav například ve filmech Noc, kdy přepadli kabaret Minských (1968), kultovním hororu The Wicker Man (1973) nebo Baxter (1973).

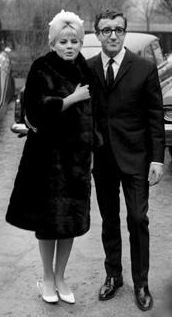
S manželem Peterem Sellersem v roce 1964

Nejznámější rolí se stala Bond girl Mary Goodnightová v bondovce Muž se zlatou zbraní (1974), kde si zahrála po boku Rogera Moorea. Poté se objevila společně s Trevorem Howardem v dramatu Otrokáři (1976).
Všeobecnou známost jí zajistila už svatba s hercem Peterem Sellersem, která se uskutečnila v únoru 1964. Z manželství se roku 1965 narodila dcera Victorie. Společně se oba herci objevili ve snímcích Hon na lišku (1966) a komedii Bobo (1967). V prosinci 1968 pak následoval rozvod. Na počátku sedmdesátých let se stal jejím partnerem producent Petr Adler. Z tohoto vztahu se narodil syn Nikolaj (1973. Poté následovala známost se zpěvákem Rodem Stewartem, s nímž žila přes dva roky. V roce 1984 se podruhé vdala za hudebníka Slim Jima Phantoma. O čtyři roky později se jim narodil syn Thomas Jefferson. Rozvod následoval v roce 1992. Vydala autobiografii True Britt (1980) a knihu o fitness (1984), doplněnou videokazetou (1992). V biografickém filmu Život a smrt Petera Sellerse (2004) její osobu ztvárnila Charlize Theronová.
Poté, co si v roce 2004 pádem na londýnském předávání hudebních cen přivodila zlomeninu kotníku a zápěstí, byla u ní diagnostikována osteoporóza. Aktivně podporuje společnosti zaměřující se na léčbu a výzkum Alzheimerovy choroby a osteoporózy, stejně jako PETA (People for the Ethical Treatment of Animals) a vystupuje proti nelidským testům na zvířatech. Hovoří plynně anglicky, německy a francouzsky.

## Filmografie

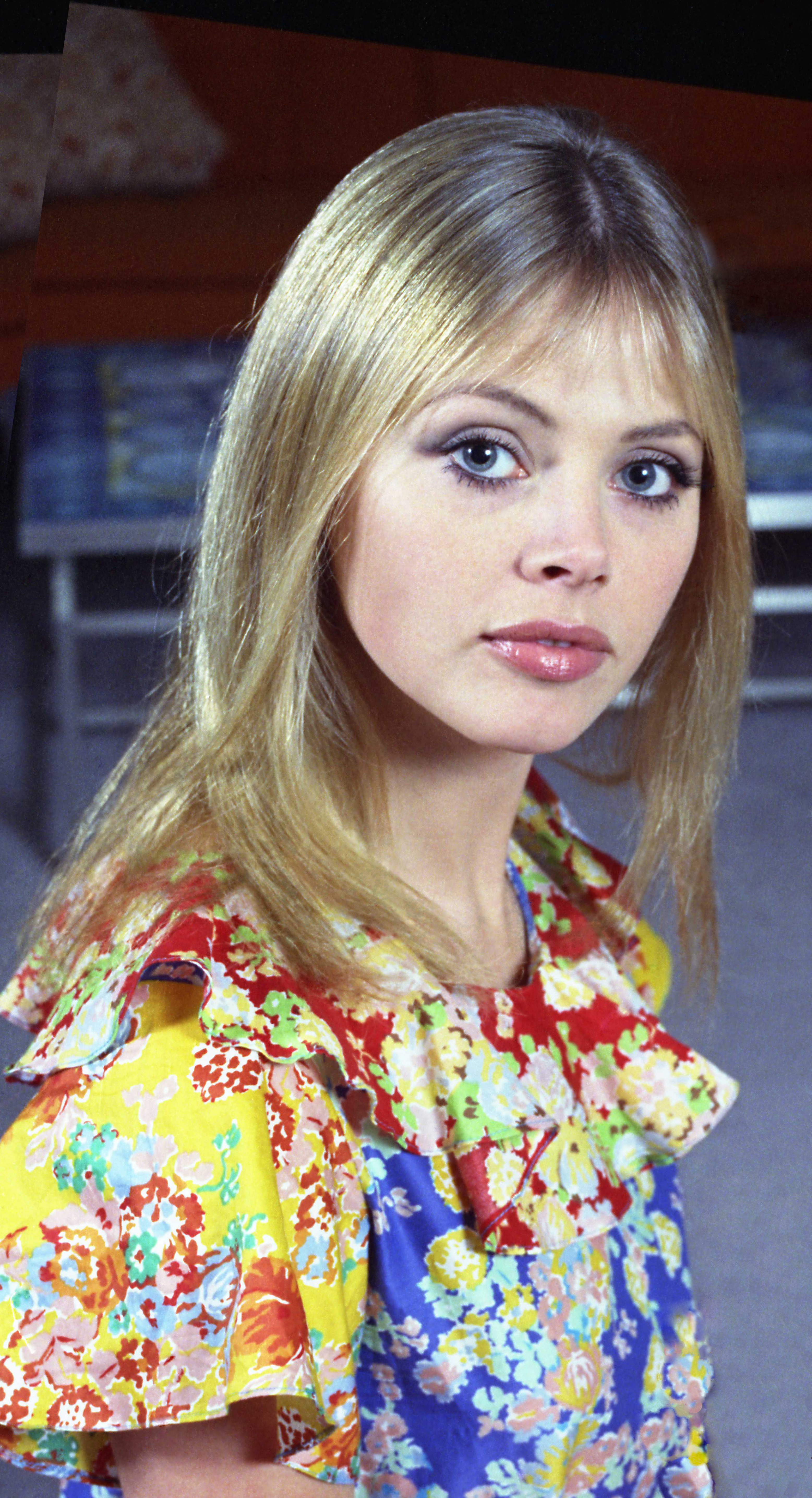
Britt Ekland

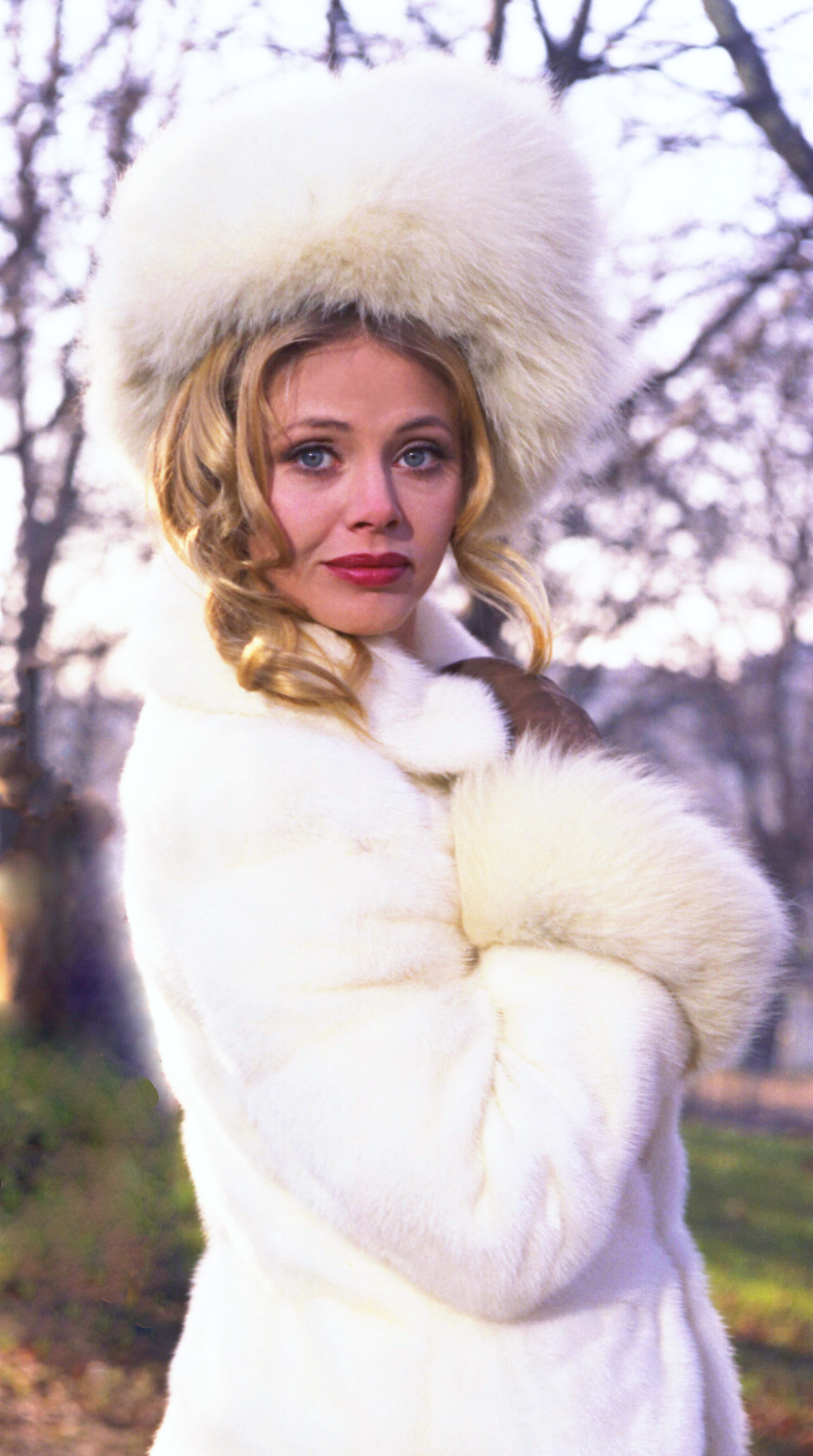
Britt Ekland, 1986

### Herecká - televize, film
- 2002 – Livshunger (televizní seriál)
- 1995 – An Audience with Shirley Bassey (televizní film)
- 1993 – Britt Fit (video film)
- 1990 – The Children
- 1989 – Beverly Hills Vamp
- 1989 – Cold Heat
- 1989 – Scandal
- 1987 – Moon in Scorpio
- 1986 – Aranyifjú  (televizní film)
- 1986 – Circus of the Stars #11 (televizní film)
- 1985 – Fraternity Vacation
- 1985 – Marbella, un golpe de cinco estrellas
- 1984 – Love Scenes
- 1983 – Dead Wrong
- 1983 – Dr. Yes: Hyannis Affair
- 1983 – Erotic Images
- 1982 – Electric Blue 3 (video film)
- 1981 – Circus of the Stars #6 (TV film)
- 1981 – Jacqueline Susann's Valley of the Dolls  (TV film)
- 1981 – Satan's Mistress
- 1980 – The Hostage Tower (televizní film)
- 1980 – Klub příšer
- 1979 – Skeppsredaren (televizní seriál)
- 1978 – The Great Wallendas (televizní film)
- 1978 – Ring of Passion (televizní film)
- 1977 – Casanova & Co.
- 1977 – High Velocity
- 1977 – King Solomon's Treasure
- 1976 – Otrokáři
- 1975 – Royal Flash
- 1974 – Muž se zlatou zbraní
- 1974 – The Ultimate Thrill
- 1973 – Baxter
- 1973 – The Six Million Dollar Man: Wine, Women and War
- 1973 – The Wicker Man
- 1972 – Asylum
- 1972 – Diabólica malicia
- 1971 – Endless Night
- 1971 – Chyťte Cartera
- 1971 – The Stronger (televizní film)
- 1971 – A Time for Loving
- 1970 – I Cannibali
- 1970 – Percyho možnosti
- 1970 – Tintomara
- 1969 – Nell'anno del Signore
- 1969 – Stiletto
- 1968 – Gli Intoccabili
- 1968 – Noc, kdy přepadli kabaret Minských
- 1967 – Bobo
- 1967 – Dvojník
- 1966 – Hon na lišku
- 1966 – Too Many Thieves
- 1965 – The Trials of O'Brien (televizní seriál)
- 1964 – Carol for Another Christmas (televizní film)
- 1963 – Il Comandante
- 1963 – Det är hos mig han har varit
- 1963 – Il Diavolo
- 1962 – Handen på hjärtat (televizní film)
- 1962 – Krátké léto

### Herecká - dokumentární
- 2002 – Best Ever Bond (televizní film)
- 2002 – Bondovy dívky jsou věčné (televizní film)
- 2000 – Inside The Man with the Golden Gun (video film)
- 1997 – Pantoland (televizní seriál)
- 1994 – Az Áldozat
- 1988 – This Morning (televizní pořad)

### Režijní filmografie
- 1993 – Britt Fit (video film)
- 1992 – Bara med Britt (televizní seriál)